# ヴェジテールズ
ヴェジテールズ (VeggieTales) は、ビッグ・アイデア・プロダクション制作のコンピュータアニメーションシリーズ。
フィル・ヴィッシャーとマイク・ナウロッキによって創作され、若い子供たちを対象としている。
野菜の話を中心としており、主要なキャラクターとしてトマトとキュウリが登場する。
話の一部は、聖書の物語に基づいている。

## 歴史
ヴェジテールズは、1990年にフィル・ヴィッシャーとマイク・ナウロッキによって、キリスト教や聖書の価値観に基づくと共に、楽しむことのできる子供向けの娯楽作品として考案された。 
3次元コンピュータグラフィックスの制作には1999年までSoftimageが全体に使用され、以後はMayaがキャラクターの制作に使われている。

## 主要キャラクター
ボブ・ザ・トマト (Bob the Tomato)
声 - 菊池正美/英 - フィル・ヴィッシャー (Phil Vischer)
ラリー・ザ・キューカンバー(Larry the Cucumber)
声 - 関智一/英 - マイク・ナウロッキ (Mike Nawrocki)
ジュニア・アスパラガス(Junior Asparagus)
声 - 森祐理/英 - リサ・ヴィッシャー (Lisa Vischer)

## 各話リスト
1. ぼくが怖い時、神様はどこにいるの？ （Where's God When I'm S-Scared?）（1993年）
2. 神様が赦せとおっしゃっているんだ！（God Wants Me to Forgive Them!?!）（1994年）
3. ほんとうの友だちって？ （Are You My Neighbor?）（1995年）
4. だれに従ったらいいの？ （Rack, Shack & Benny）（1995年）
5. 少年ダビデとジャイアントピクルス（Dave and the Giant Pickle）（1996年）
6. クリスマスを救え！（The Toy That Saved Christmas）（1996年）

## 映画
- へっぽこヒーロー大冒険!! 〜ジョナくじらに飲まれる〜 (2002年)
- 腰抜けヒーロー大冒険!! (2008年)